# Mislata Club de Futbol
El Mislata Club de Futbol, és un club de futbol de la ciutat de Mislata, a l'Horta Oest, País Valencià. Va ser fundat en 1932. La temporada 2010/11 va debutar en tercera divisió.

## Estadi
El Mislata CF disputa els seus partits al camp de la Canaleta.

## Estadístiques
- 1 temporada en tercera divisió